# Andrzej Kosina
Andrzej Roman Kosina (ur. 28 lutego 1898 w Berehach Dolnych, zm. 5 lipca 1920 w Głębokiem) – podchorąży saperów Wojska Polskiego.

## Życiorys
Protoplastą rodu Kosinów był XVII-wieczny czeski powstaniec, Jan Kozina. Andrzej Kosina urodził się 28 lutego 1898 jako syn Jana Macieja (1859–1943) i Pauliny, z domu Girtler von Kleeborn (1862–1945). Ojciec był inżynierem leśnictwa, pracował jako nadleśniczy w Galicji, mierniczy przysięgły, był wykładowcą na Wydziale Leśnictwa Politechniki Lwowskiej. Pochodząca z austriackiej rodziny matka była absolwentką Konserwatorium Muzycznego we Lwowie, początkowo była pianistką. Kosinowie mieli pięcioro dzieci, czterech synów: najstarszy Jan Józef (1894–1940, oficer dyplomowany, ofiara zbrodni katyńskiej), Stanisław (1896–1988, doktor praw, konsul), Andrzej (1898–1920), Piotr (1902–1939, inżynier leśnik, zginął od bomby podczas kampanii wrześniowej) oraz córka Helena (1900–2000, nauczycielka języka polskiego, działaczka społeczna) (1900–2000).
Andrzej Kosina w 1916 zdał z odznaczeniem egzamin dojrzałości w C. K. Gimnazjum Męskim w Sanoku. Podczas nauki szkolnej działał w ruchu skautowym, w trakcie I wojny światowej w 1915 dokonał reaktywacji i był drużynowym I Drużyny Skautowej im. Stanisława Żółkiewskiego w Sanoku (jego poprzednikami byli m.in. Jan Bratro, Tadeusz Piech).
Podjął studia na Wydziale Matematyki Politechniki Lwowskiej. Od pierwszego roku studiów był asystentem Kazimierza Bartela.
Walczył na wojnie z bolszewikami. W stopniu podchorążego dowodził plutonem w 2 kompanii V batalionu saperów. 5 lipca 1920 w czasie odwrotu 2/V bsap z futoru Stodoliszcze (gmina Plisa) została zaatakowana przez kawalerię bolszewicką. Zginął bohaterską śmiercią prowadząc swój pluton do kontrataku pod Głębokiem. Za wykazaną w walce „nieustraszoną odwagę i zimną krew” został pośmiertnie odznaczony Krzyżem Walecznych.
Ciało Andrzeja Kosiny nie zostało pochowane w oznaczonym grobie. Jego osobę upamiętniała tablica na Pomniku Poległych Saperów, nieistniejącym od końca II wojny światowej.
Bratankiem Andrzeja był syn Jana Józefa, Jan Juliusz (1924–1998).